# ۱-دوکوزانول
۱-دوکوزانول (انگلیسی: 1-Docosanol) یک الکل چرب سیرشده دارای ۲۲ اتم کربن است که به طور سنتی به عنوان نرم کننده، امولسیون کننده و غلیظ کننده در لوازم آرایشی به کار میرود. این دارو همچنین به عنوان یک عامل ضد ویروسی برای کاهش مدت زمان تبخال شناخته میشود. این یک داروی بدون نسخه (OTC) است. در میان دیگران با نام تجاری Abreva فروخته می شود.
عوارض جانبی آن شامل سردرد، واکنش های آلرژیک، دشواری تنفس، گیجی، آنژیوادم (ورم صورت)، غش، سرگیجه، کهیر، درد قفسه سینه، آکنه، سوزش، خشکی، خارش، بثورات پوستی، قرمزی، اسهال حاد، درد و تورم است.

## مکانیسم عمل
دوکوزانول با مهار ادغام سلول میزبان انسان با پوشش ویروسی ویروس تبخال عمل می‌کند و در نتیجه از تکثیر آن جلوگیری می‌کند.